# Метод синектики
Синектика (с др.-греч. — «совмещение разнородных элементов») — методика изобретательского творчества, основанная на социально-психологической мотивации коллективной интеллектуальной деятельности. Она была предложена Джорджем Принсем и Уильямом Гордоном, работавшими в группе исследования изобретений в компании Артура Д. Литтла.
Синектика основана на методе мозгового штурма и является одним из эвристических методов.